# Collegio di Kingswinford and South Staffordshire
Kingswinford and South Staffordshire è un collegio elettorale inglese situato nello Staffordshire, nella regione delle Midlands Occidentali, rappresentato alla Camera dei comuni del Parlamento del Regno Unito. Elegge un membro del parlamento con il sistema first-past-the-post, ossia maggioritario a turno unico; l'attuale parlamentare è Mike Wood del Partito Conservatore, che rappresenta il collegio dal 2024.

## Estensione
Il collegio è costituito dai seguenti ward elettorali:
- nel borgo metropolitano di Dudley: Kingswinford North and Wall Heath; Kingswinford South e Wordsley;
- nel distretto di South Staffordshire: Bilbrook; Codsall; Himley and Swindon; Kinver and Enville; Pattingham, Trysull, Bobbington and Lower Penn; Perton East; Perton Lakeside; Perton Wrottesley; Wombourne North e Wombourne South.

## Membri del parlamento
| Elezione | Elezione | Deputato  | Partito      |
| -------- | -------- | --------- | ------------ |
|          | 2024     | Mike Wood | Conservatore |

## Elezioni

### Elezioni negli anni 2020
| Partito                    | Partito                                         | Candidato                  | Risultati 4 luglio 2024 | Risultati 4 luglio 2024 |
| Partito                    | Partito                                         | Candidato                  | Voti                    | %                       |
| -------------------------- | ----------------------------------------------- | -------------------------- | ----------------------- | ----------------------- |
|                            | Conservatore                                    | Mike Wood                  | 18 199                  | 40,28                   |
|                            | Laburista                                       | Sally Benton               | 11 896                  | 26,33                   |
|                            | Reform UK                                       | Gary Dale                  | 9 928                   | 21,97                   |
|                            | Lib Dem                                         | Gully Bansal               | 2 080                   | 4,60                    |
|                            | Verdi                                           | Claire McIlvenna           | 2 077                   | 4,60                    |
|                            | Indipendente                                    | Shaz Saleem                | 1 000                   | 2,21                    |
|                            |                                                 |                            |                         |                         |
| Iscritti                   | Iscritti                                        | Iscritti                   | 71 662                  | 100,00                  |
| ↳ Votanti (% su iscritti)  | ↳ Votanti (% su iscritti)                       | ↳ Votanti (% su iscritti)  | 45 326                  | 63,25                   |
| ↳ Astenuti (% su iscritti) | ↳ Astenuti (% su iscritti)                      | ↳ Astenuti (% su iscritti) | 26 336                  | 36,75                   |
|                            |                                                 |                            |                         |                         |
|                            | Esito: collegio a Conservatore (nuovo collegio) |                            |                         |                         |